# Lola Szereszewska
Lola Szereszewska, właśc. Leonia Szereszewska, de domo Rotbard (ur. 1895, zm. 1 lutego 1943) – polsko-żydowska poetka dwudziestolecia międzywojennego.

## Życiorys
Urodziła się w 1895 roku, w rodzinie Rotbardów. Pełniła funkcję gospodyni na balach Akademickiej Korporacji Syjonistycznej Zelotia, które odbyły się 14 stycznia 1928 i 5 stycznia 1929 roku w Warszawie. 
Autorka pięciu zbiorów poetyckich, które ukazały się m.in. nakładem wydawnictwa Gebethner i Wolff i księgarni Ferdinanda Hoesicka. Jej tomiki recenzowali w prasie Stanisław Czernik, czy Bolesław Dudziński. W 1917 roku jej nowela Amenophis IV została doceniona w konkursie „Sfinksa”, zaś w 1939 roku Szereszewska brała udział w plebiscycie na najlepszą książkę magazynu literackiego „Skawa”.
W latach 30. XX w. związała się z redakcją literacką „Chwili”, była także znaczącym głosem w „Szpilkach”, gdzie opublikowała m.in. zgryźliwy czterowiersz na temat Zuzanny Ginczanki. W swojej publikacji o redakcji pt. Drzewo szpilkowe wspomniał o Szereszewskiej Eryk Lipiński. Pod koniec lat 30. jej teksty prasowe nabrały katastroficznego tonu podsyconego obawami o przyszłość. W latach 1937–1938 pisała dla warszawskich gazet „Nowy Głos” i „Ster”. Jej teksty w okresie międzywojennym można było także znaleźć na łamach „Ewy” „Okolicy Poetów”, „Kameny”, „Naszej Opinii”, „Ilustrowanego Dziennika Ludowego” i „Merkuriusza Polskiego Ordynaryjnego”. Jej korespondencja z Karolem Wiktorem Zawodzińskim znajduje się w zbiorach Biblioteki Narodowej.
Zginęła 1 lutego 1943 roku wraz z córkami Dagmarą Zofią i Elżbietą Mirosławą. Jej szczątki zostały pochowane w 1946 roku w grobie rodzinnym na cmentarzu Powązkowskim w Warszawie.
Jej wiersze ukazały się m.in. w zbiorze Międzywojenna poezja polsko-żydowska. Antologia (1996) pod redakcją Eugenii Prokop-Janiec.

## Twórczość
- Kontrasty, 1917[1][12]
- Trimurti. Fantazje historyczne, 1919[1]
- Ulica, 1930[1][13]
- Niedokończony dom, 1936[1][14]
- Gałęzie, 1938[1][15]